# Wootton Fitzpaine
Wootton Fitzpaine è un villaggio e parrocchia civile dell'Inghilterra, appartenente alla contea del Dorset.